# Atherigona campestris
Atherigona campestris är en tvåvingeart som beskrevs av Deeming 1971. Atherigona campestris ingår i släktet Atherigona och familjen husflugor. Inga underarter finns listade i Catalogue of Life.